# Neilonella
Neilonella – rodzaj małży morskich z rodziny Neilonellidae należącej do podgromady pierwoskrzelnych.

## Podział systematyczny
Do rodzaju Neilonella należą następujące gatunki:

- Neilonella abyssopacifica Okutani & Kawamura, 2002
- Neilonella aequatorialis (Thiele & Jaeckel, 1931)
- Neilonella benthicola (Dell, 1956)
- Neilonella brunnea (Dall, 1916)
- Neilonella championi (A.H. Clarke, 1961)
- Neilonella coix Habe, 1951
- Neilonella corpulenta (Dall, 1881)
- Neilonella decipiens (E.A. Smith, 1885)
- Neilonella delicatula Prashad, 1932
- Neilonella dubia Prashad, 1932
- Neilonella erebus (A.H. Clarke, 1959)
- Neilonella flemingi (Dell, 1956)
- Neilonella gibbsii (Dall, 1897)
- Neilonella hadalis Knudsen, 1970
- Neilonella hampsoni Allen & H.L. Sanders, 1996
- Neilonella indica (E.A. Smith, 1895)
- Neilonella japonica Okutani, 1962
- Neilonella kermadecensis Knudsen, 1970
- Neilonella kirai Habe, 1953
- Neilonella kuroshimaensis Okutani, 2011
- Neilonella lediformis (Thiele, 1931)
- Neilonella mexicana (Dall, 1908)
- Neilonella politissima Okutani & Kawamura, 2002
- Neilonella profunda Okutani & Fujiwara, 2005
- Neilonella quadrangularis (Dall, 1881)
- Neilonella ritteri (Dall, 1916)
- Neilonella rodent (Okutani & Kawamura, 2002)
- Neilonella schepmani Prashad, 1932
- Neilonella similis (Okutani, 1962)
- Neilonella soyoae Habe, 1958
- Neilonella sulculata (A. Gould, 1852)
- Neilonella sumatrensis (Thiele, 1931)
- Neilonella whoii Allen & H.L. Sanders, 1996
- Neilonella wrighti (C.A. Fleming, 1948)